# Парадокс кучи
Парадокс кучи («Куча», «Сорит») — логический парадокс, сформулированный
Евбулидом из Милета (IV век до н. э.), связанный с неопределённостью предиката «быть кучей».
Формулировка парадокса основана на базисной предпосылке, согласно которой одно зёрнышко не образует кучи, и индуктивной предпосылке, по которой добавление одного зёрнышка к совокупности, кучей не являющейся, несущественно для образования кучи. При принятии этих предпосылок никакая совокупность из сколь угодно большого количества зёрен не будет образовывать кучи, что противоречит представлению о существовании кучи из зёрен.
Известно множество вариаций в формулировке парадокса. Кроме позитивной («если к одному зерну добавлять по зёрнышку, то в какой момент образуется куча?»), встречается и негативная формулировка: «если удалять из кучи в 1 млн зёрен по одному зёрнышку, с какого момента она перестаёт быть кучей?». Среди множества переложений самому Евбулиду принадлежит негативный вариант парадокса, известный как парадокс лысого: «если волосы с головы выпадают по одному, с какого момента человек становится лысым?».
Упоминание парадокса в той или иной форме нередко встречается в художественных произведениях, например в мультфильме «Как лечить удава» из цикла «38 попугаев» Слонёнок задаётся вопросом: «Сколько орехов нужно собрать, чтобы получилась целая куча?» — после чего персонажи в шуточной форме обсуждают парадокс кучи и связанные с ним сложности.
Парадокс используется как одно из обоснований рассмотрения нечёткой логики.